# 国凯大道站
国凯大道站是南宁轨道交通5号线的地铁车站，位于中华人民共和国广西壮族自治区南宁市江南區壮锦大道与国凯大道交叉口，为5号线南端终点站，于2021年12月16日开通。

## 车站结构
国凯大道站位于壮锦大道与国凯大道交叉口，沿壮锦大道路东设置，呈南北走向，为地下两层岛式站台车站，车站长504.9米，标准段宽19.7米，车站地下一层为站厅层，地下二层为站台层，站台设置全高站台门。车站北侧设有一条单渡线，南侧设有两条出入段线，连通那洪车辆段。
| 地面              | 出入口 | A、B、C、D出入口                                                                                  |
| 地下一层          | 站厅   | 客服中心、自动售票机、验票机                                                                      |
| 地下二层          | 站台   | \| \| \| █ 5号线往金桥客运站（那洪立交） \| \| 島式 · 開左邊车门 \| \| \| \| \| \| █ 5号线落客 \| |
|                   |        | █ 5号线往金桥客运站（那洪立交）                                                                   |
| 島式 · 開左邊车门 |        |                                                                                                   |
|                   |        | █ 5号线落客                                                                                       |

## 出入口
国凯大道站共有4个出入口，各出口及周围设施如下所示：
| 编号                | 出入口信息                                                                           | 照片 | 无障碍设施 |
| ------------------- | ------------------------------------------------------------------------------------ | ---- | ---------- |
| A · 出口 · （设有） | 那洪大道，国凯大道，碧园南城故事，碧园南城故事幼儿园                                 |      |            |
| B · 出口            | 国凯大道                                                                             |      | 不適用     |
| C · 出口 · （设有） | 国凯大道，壮锦大道，南宁经济技术开发区第一中学，沃笙酒店                             |      |            |
| D · 出口            | 壮锦大道，沛阳路，沛友路，南宁经济技术开发区沛友路幼儿园，南宁经济技术开发区第三小学 |      | 不適用     |
| 图例： 设有         |                                                                                      |      |            |

## 接驳交通

### 公交车
- 沛友国凯路口：92路，D91路
- 经开区一中：D87路，D91路

## 车站历史
本站工程名为那洪站，正式站名为国凯大道站，以车站横跨的国凯大道命名。
- 2019年5月22日，车站主体结构封顶[3]。
- 2021年12月16日，车站随5号线一期通车开通[1]。